# Lilly Becher
Lilly Becher (Nuremberg, 27 de gener de 1901 – Berlín Oriental, 20 de setembre de 1978) fou una escriptora alemanya, periodista, i activista comunista.
Considerada com una de les primeres escriptores anti-nazis a produir treballs documentals que tractaven la persecució de jueus en l'Alemanya Nazi durant els 1930s, Lilly Becher va ser la muller del reconegut escriptor Johannes Becher i va adquirir reconeixement significatiu en la República Democràtica Alemanya com a escriptora.

## Biografia
Lilly Becher va néixer com a Lilly Korpus a Nuremberg el 27 de gener de 190, i va estudiar a Múnic i a Heidelberg. S'uní al Partit Comunista d'Alemanya (KPD) durant els primers clímaxs polítics de l'agitació post-Primera Guerra Mundial en 1919. Va començar una llarga carrera com a periodista política en els 1920s, treballant pel diari del KPD, Die Rote Fahne en 1921 i organitzant la secció de dones del Partit Comunista en 1922-1923.
Es va traslladar a Viena el 1933, l'any de l'arribada al poder de Hitler, on s'hi va quedar per un any abans de traslladar-se a París per treballar pel Éditions du Carrefour, una empresa editorial, on va ajudar a publicar i documentar la situació dels jueus sota el règim Nazi, en la col·lecció de l'editorial de 1936 Der Gelbe Fleck: die Ausrottung von 500000 dt. Juden, (La taca groga: l'extinció de 500000 dt. Els Jueus), una de les primeres feines documentals sobre el tema. El pròleg del llibre va ser escrit per Lion Feuchtwanger.
Després de conèixer i casar-se amb Johannes R. Becher, un poeta revolucionari i company refugiat dels Nazis a París, el dos es van traslladar a la Unió Soviètica, on hi van viure fins al 1945. Tots dos van unir-se al Comitè Nacional per una Alemanya Lliure després de la invasió alemanya de la Unió Soviètica. Amb la derrota d'Alemanya en la Segona Guerra Mundial, els Bechers van retornar a la zona d'ocupació soviètica de les zones d'ocupació aliada a Alemanya.
Lilly Becher va treballar com a editor cap del Neuen Berliner Illustrierten, una important revista setmanal de la RDA, de 1945 fins 1950. Johannes Becher va compondre la lletra de l'himne nacional de la República Democràtica Alemanya, Auferstanden aus Ruinen, durant el mateix període.
Becher va completar la biografia del seu marit el 1963, cinc anys després de la seva mort en 1958.
Va guanyar un alt reconeixement oficial pel govern de la RDA en els 1960s i 1970s, entre ells la prestigiosa Bandera del Treball (Banner der Arbeit) per assoliments excepcionals en 1969.
Becher va morir el 20 de setembre de 1978.